# 1582 w polityce

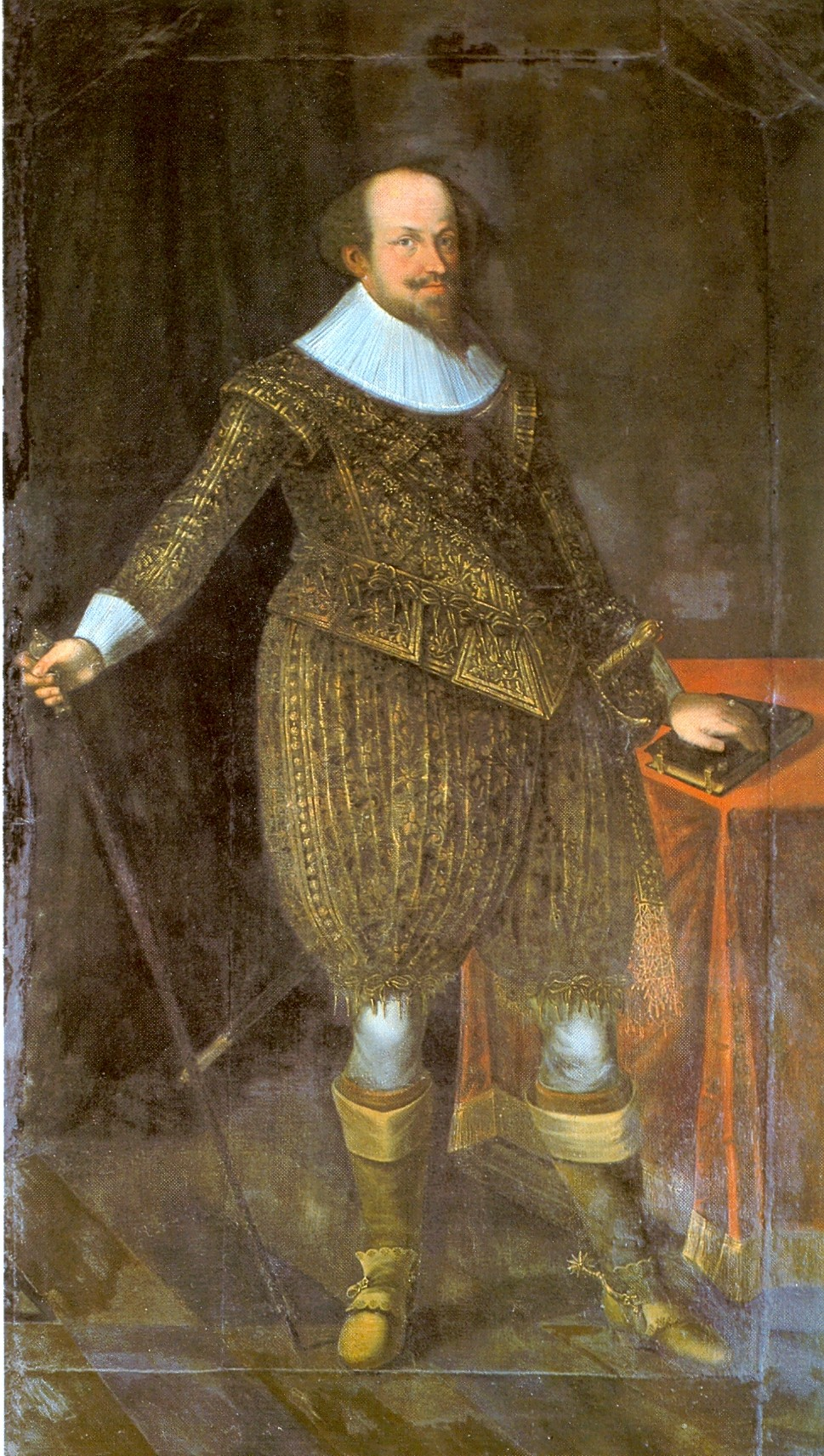
Jan Fryderyk Wirtemberski

Wydarzenia polityczne w 1582 roku.

## Urodzili się
- 5 maja Jan Fryderyk, książę Wirtembergii[1].

## Zmarli
- 6 lutego Bonifacy z Raguzy, biskup[2].
- 18 maja Wilhelm Kettler, biskup Münsteru[3].
- 21 czerwca Nobunaga Oda, japoński dowódca (zmarł albo popełnił samobójstwo)[4].